# 第223軍事情報營 (美國)
第223軍事情報營（英語：223rd Military Intelligence Battalion） 是一個美國陸軍的軍事情報部隊，它隸屬於加利福尼亞州國民警衛隊。

## 任務
該營的主要任務是提供反情報語言支持、審訊和信號情报的支持，下轄有一个語言訓練和發展中心。像所有国民警卫队單位一樣，該部隊會被州長使命召喚，參與緝毒和提供口譯和翻譯。